# EXPOCITY
- 三井不動産 > 三井不動産商業マネジメント > EXPOCITY
- 万博記念公園 > EXPOCITY

EXPOCITY（エキスポシティ）は、大阪府吹田市千里万博公園の万博記念公園内にある三井不動産の複合商業施設。

## 概要
かつて万博記念公園内で営業しており2009年（平成21年）2月に閉園したレジャー施設「エキスポランド」の跡地について、公園を管理する大阪府が跡地の再開発事業者を公募し、教育と娯楽を融合させた複合型施設の開発を提案した三井不動産が開発事業者に選定され、同社の策定した「（仮称）エキスポランド跡地複合施設開発事業」により建設される商業施設・レジャー施設であり、三井不動産商業マネジメントが運営している。
2015年（平成27年）11月19日に開業（一部施設・アトラクションは2016年に開業）。中核店舗となる「ららぽーとEXPOCITY」のほか、複数の大型エンターテイメント施設が入居する。複数の建物で構成されており、地上1 - 3階建（一部地下1 - 2階建）構造である。
隣接してPanasonic Stadium Suita（パナソニックスタジアム吹田）があり、EXPOCITYと同時期に完成した。なお、同スタジアムで試合が開催される場合は、サッカー観戦目的の駐車を避けるために特別料金がかかる（試合開始前入庫かつ試合終了後出庫の場合、通常の料金+6,000円）。ただし、試合中に館内施設を利用するか、施設内のゼロシステム端末で認証させることによって回避できる。

## 歴史
- 2009年（平成21年）2月 - エキスポランドが閉園[注 2]。
- 2011年（平成23年）
  - 3月 - 大阪府が跡地利用事業者を公募。
  - 12月 - 跡地利用事業者として三井不動産を選定[6]。
- 2014年（平成26年）7月17日 - 着工[7]。
- 2015年（平成27年）
  - 3月25日 - 名称を「EXPOCITY」に決定[2]。
  - 11月16日 - 特別招待会を実施。
  - 11月17日 - プレオープン。
  - 11月19日 - 開業[1][8][9][10][11]。
- 2022年（令和4年）3月24日 - リニューアルオープン[12]

## 施設

### 大型エンターテインメント施設

#### 現運営施設
- NIFREL（ニフレル）[13] - 海遊館が運営する水族館。
- REDHORSE OSAKA WHEEL（レッドホースオオサカホイール） - 2016年5月下旬の竣工時点で日本一（世界5位）の高さ（123m）を擁するシースルーゴンドラ型観覧車（全72台）。2016年7月1日営業開始[14]。
- 109シネマズ大阪エキスポシティ - 下記を参照
- ENTERTAINMENT FIELD（エンターテイメントフィールド） - 「ひつじのショーン」の体験型アミューズメント施設。
- ANIPO（アニポ） - 移動遊園地。
- VS PARK - テレビのバラエティ番組に出演している気分が味わえる[15]バンダイナムコアミューズメントによる体感施設。2018年4月7日営業開始。
- REDEE（レディー） - eスポーツに関連したゲーム体験・学習施設。正式名称は「REDEE WORLD」。2020年3月1日営業開始[16]。

#### 過去に運営されていた施設
- ポケモンEXPOジム - EXPOCITYの開業当初から、サノヤスホールディングスの子会社（サノヤス・インタラクションズ）が運営していた体験型エデュテイメント施設。オープン以来業績が伸び悩んでいたこと[17]から、2017年9月24日で営業を終了した[18]。跡地は2018年4月より、VR体感施設「VS PARK」となっている。
- Orbi Osaka（オービィ大阪） - セガホールディングスが展開するエンターテイメント施設「Orbi」の国内2号店[19]（ライセンス契約によりレッドホースエデュテインメントが運営[20]）。2016年1月29日に開業[19][21]し、2018年9月30日にライセンス契約終了により閉館。翌日から地球大冒険・体験型ミュージアム「MARUMIE PLAZA」（マルミエプラザ）として営業していた[22]が、2019年11月24日に営業を終了した[23]。跡地は2020年3月より、eスポーツに関連したゲーム体験・学習施設「REDEE」となっていたが、REDEEも、2023年5月31日に閉店した[24]。
- OSAKA ENGLISH VILLAGE（大阪 英語村） - 体験型英語教育施設。2021年2月28日をもって閉館した。

### ららぽーとEXPOCITY
主なテナントとしてイズミヤ、LOFT、無印良品、エディオン、アカチャンホンポ、ワークマンカラーズのほか、TSUTAYA、スターバックスが融合した「TSUTAYA BOOK STORE」などが入居する。

## 109シネマズ大阪EXPOCITY
109シネマズ大阪EXPOCITYとは、東急レクリエーションが運営する全11シアター、1,884席のシネマコンプレックス。日本国内の常設型映画館で初めて高解像度4Kツインレーザープロジェクターを導入した「IMAXレーザー/GTテクノロジー」や、「4DXシアター」を併設する。
2023年に、シアター9番にハイスペックサウンドシアターのSAIONを導入。SAIONを導入したシアター9とIMAXシアターであるシアター11を除いた全9シアターでVIVEオーディオを導入（SAION導入前はシアター9もVIVEオーディオを導入）。

### 各シアター概要
| No. | 通常席 | 車椅子席 | EXEシート | 座席総数 | 設備・備考                                          |
| --- | ------ | -------- | --------- | -------- | --------------------------------------------------- |
| 1   | 87     | 1        | 8         | 96       | VIVEオーディオ                                      |
| 2   | 72     | 1        | 7         | 80       | VIVEオーディオ                                      |
| 3   | 78     | 1        | 8         | 87       | VIVEオーディオ                                      |
| 4   | 52     | なし     | なし      | 52       | 4DXシアター、VIVEオーディオ                         |
| 5   | 155    | 2        | 12        | 169      | VIVEオーディオ                                      |
| 6   | 207    | 2        | 14        | 223      | VIVEオーディオ                                      |
| 7   | 227    | 2        | 18        | 247      | VIVEオーディオ                                      |
| 8   | 69     | 1        | 7         | 77       | VIVEオーディオ                                      |
| 9   | 336    | 3        | 20        | 359      | 2023年よりSAIONシアター、かつてはVIVEオーディオ対応 |
| 10  | 80     | 1        | 6         | 87       | VIVEオーディオ                                      |
| 11  | 358    | 3        | 46        | 407      | IMAXレーザーGTテクノロジー                          |

## エリア放送
開業時に三井不動産がエリア放送地上一般放送局の免許を取得、フルセグおよびワンセグ放送をしていたが2017年（平成29年）7月にエリア放送の免許を返上している。なお、番組制作に携わったのは有線一般放送事業者である凸版印刷だった。
構内に地上一般放送局1局を設置していた。
| 物理 チャンネル | 免許人              | 局名                | 呼出符号     | 周波数        | 空中線電力 | ERP   | 業務区域     |
| --------------- | ------------------- | ------------------- | ------------ | ------------- | ---------- | ----- | ------------ |
| 51ch            | 三井不動産 株式会社 | EXPOCITY エリア放送 | JOXZ7AC-AREA | 701.142857MHz | 10mW       | 5.4mW | EXPOCITY周辺 |

## 交通アクセス

### 鉄道
- 大阪モノレール本線・彩都線 万博記念公園駅下車徒歩2分[28]

### バス
- JR京都線 茨木駅西口4番のりばより近鉄バス・100系統 万博記念公園駅（エキスポシティ前）行きで「万博記念公園駅（エキスポシティ前）」下車徒歩2分（土休日のみ運行）[29]
- JR京都線 吹田駅、阪急千里線 北千里駅・南千里駅より無料送迎バス（平日のみ運行）[29]

### 車
- 府道2号（中央環状線）茨木方面・国道171号方面から府道1号（万博外周道路）経由[30]
- 府道2号（中央環状線）池田方面から万博記念公園園路経由[30]